# Ozyptila atlantica
Ozyptila atlantica är en spindelart som beskrevs av Denis 1963. Ozyptila atlantica ingår i släktet Ozyptila och familjen krabbspindlar. Inga underarter finns listade i Catalogue of Life.